# Fritziana
Fritziana é um gênero de anfíbios da família Hemiphractidae.
As seguintes espécies são reconhecidas:
- Fritziana fissilis (Miranda-Ribeiro, 1920)
- Fritziana goeldii (Boulenger, 1895)
- Fritziana ohausi (Wandolleck, 1907)
- Fritziana ulei (Miranda-Ribeiro, 1926)